# ベータ線・ガンマ線同時計数法
ベータ線・ガンマ線同時計数法（ベータせん ガンマせんどうじけいすうほう、英：beta-gamma coincidence method、一般にはβ-γ同時計数法）は放射能の絶対測定の一つ。β線検出器とγ線検出器を線源に対して向き合わせる形で測定する。原理的にどちらの検出器の検出効率にも依存しないため、60Coのようにβ線とγ線を同時放出する核種の絶対測定に用いられる。
β線検出器としてはGM計数管が、γ線検出器としてはNaI（Tl）シンチレータが主に用いられる。

## 歴史
検出器の計数効率に依存せずに放射能を絶対測定する手法として初めて示されたのは、1940年にJ. V. Dunworthにより開発されたβ-γ同時計数法である。その後、放射線の絶対測定としてのβ-γ同時計数法は1950年代にはよく知られるようになっていた。
β崩壊核種の絶対測定を行う場合、β-γ同時計数法は試料の自己吸収にもとづく誤差を消去できるという点で、4πβ計数法よりも優れている。しかし、β-γ同時計数法はコバルト60などのようにβ-壊変後の励起状態からのγ線放出が高確率で起こる線源には用いれたが、ルビジウム86などのようにβ-壊変後の娘核の大部分が基底状態に直接遷移する場合などには用いれず、その適用範囲がきわめて限られている。
その後1959年に、カンピオン.P.J（英：Campion.P.J）らによってβ-γ同時計数法を改良した4πβ-γ同時計数法（特にそこで用いられる効率外部挿法）が開発された。

## 原理
1秒間にN回の崩壊を起こし、それに伴いβ粒子と1つ以上のγ線を放出する線源について、β線検出器とγ線検出器の2つによって検出することを考える。
β線検出器の検出効率をεβとするとβ線の計数率nβは、
{\displaystyle n_{\beta }=\varepsilon _{\beta }N}
{\displaystyle n_{\beta }} :β線の計数率
{\displaystyle \varepsilon _{\beta }} :β線検出器の検出効率
{\displaystyle N} :1秒間に崩壊する原子の個数
同様に、γ線検出器の検出効率をεγとするとγ線の計数率nγは、
{\displaystyle n_{\gamma }=\varepsilon _{\gamma }N}
{\displaystyle n_{\gamma }} :γ線の計数率
{\displaystyle \varepsilon _{\gamma }} :γ線検出器の検出効率
ここで、β線検出器で検出される崩壊のうち何割かについては、γ線検出器でも検出される。
もしβ線の放出とγ線の放出が同じタイミングなのであれば、2つの検出器のどちらでも検出されている崩壊は、2つの検出器において同じタイミングで検出されているはずである。
これらの2つの検出器による検出が独立した事象であるならば、同時計数率ncは、
{\displaystyle n_{c}=\varepsilon _{\beta }\varepsilon _{\gamma }N}
{\displaystyle n_{c}} :同時計数率
となる。
これらから
{\displaystyle N={\frac {n_{\beta }n_{\gamma }}{n_{c}}}}
に計数率を代入することにより、真の放射能Nを検出効率に依らず求めることができる。

### 分解時間と偶発同時計数
しかし実際には、それぞれの検出器からパルスが送られた後、それぞれの検出器から同時計数回路に繋がるチャンネルは、しばらくの間、動作を継続する。この時間はチャンネルの分解時間（英：resolution time）と呼ばれている。β線検出器から同時計数回路にパルスが届いて、それから分解時間τβ以内にγ線からパルスが届くと同時計数としてカウントされる。同時計数回路は、それぞれの検出器から届いたパルスが同じ崩壊に対応しているかどうかを判別することはできない。従って、多くの偶発的な同時計数が計測される。この偶発同時計数率（英: random coincidences）は、
{\displaystyle \varepsilon _{c}=n_{\beta }n_{\gamma }(\tau _{\beta }+\tau _{\gamma })}
{\displaystyle \varepsilon _{c}} :偶発同時計数率
{\displaystyle \tau _{\beta }} :β線検出器の分解時間
{\displaystyle \tau _{\gamma }} :γ線検出器の分解時間
となる。(τβ+τγ)はしばしば全分解時間（英：totall resolution time）と呼ばれる。
真の同時計数率を求めるには、実験で得られた同時計数率から偶発同時計数率を差し引けばよい。つまりは、
{\displaystyle n_{c-r}=n_{c}-n_{\beta }n_{\gamma }(\tau _{\beta }+\tau _{\gamma })}
{\displaystyle n_{c-r}} :偶発同時計数を補正された同時計数率
である。
分解時間はできるだけ小さくされる。しかし、分解時間はそれぞれの計数管の電子遅延を考慮するのに十分な長さでなければならず、そうでなければ真の同時計数率は失われる。

### 不感時間による補正
また、多くの計数管は前の放射線が来てからしばらくの間は次の放射線をカウントすることができない。この、検出器内に放射線が入ってきても出力パルスが全く現れない時間を不感時間（英：dead time）と呼ぶ。
1秒間の間にどれだけの間不感時間であったかは、得られた計数率[counts/sec]に計数管の不感時間[sec]をかければよい。どちらか一方の計数管で不感時間中に入力がありパルスが失われると同時計数が失われる。このため、同時計数に対する不感時間の補正はそれぞれの計数管の不感時間による補正の積に等しくなる。よって、
{\displaystyle n_{c-r-d}={\frac {n_{c-r}}{(1-n_{\beta }t_{\beta })(1-n_{\gamma }t_{\gamma })}}}
{\displaystyle n_{c-r-d}} :不感時間によっても補正された同時計数率
{\displaystyle t_{\beta }} :β線検出器の不感時間
{\displaystyle t_{\gamma }} :γ線検出器の不感時間
{\displaystyle n_{\beta }t_{\beta }} :β線検出器の単位時間あたりの総不感時間
と補正される。